# Sporophila torqueola
Sporophila torqueola là một loài chim trong họ Thraupidae.